# Janina Filek
Janina Filek (ur. 9 lutego 1954) – polska etyczka, profesor doktor habilitowana nauk humanistycznych, prorektor Uniwersytetu Ekonomicznego w Krakowie.

## Życiorys
Ukończyła studia na Akademii Ekonomicznej w Krakowie oraz na Uniwersytecie Jagiellońskim. Doktoryzowała się w zakresie filozofii w 1986, a habilitowała w 2003 na Wydziale Filozoficznym UJ. W 2015 otrzymała tytuł naukowy profesora.
W latach 2005–2008 prodziekan Wydziału Ekonomii i Stosunków Międzynarodowych UEK, zaś w latach 2012–2016 kierowniczka Katedry Filozofii UEK. Aktualnie Kierownik Zakładu Etyki i Filozofii Społecznej. Od 2002 Pełnomocniczka Rektora UEK ds. Osób Niepełnosprawnych, od 2014 przewodnicząca grupy roboczej ds. Społecznej Odpowiedzialności Uczelni (SOUEK), od 2016. Przewodnicząca Komisji ds. Wyrównywania Szans Edukacyjnych przy KRASP oraz członek Komisji Komunikacji i Społecznej Odpowiedzialności KRASP. Od września 2016 do września 2019 Prorektor UEK ds. Komunikacji i Współpracy. Od października 2019 Prorektor ds. Kształcenia i Studentów Uniwersytetu Ekonomicznego w Krakowie.
Członkini założycielka Polskiego Stowarzyszenia Etyki Biznesu (EBEN Polska), członkini Polskiego Towarzystwa Etycznego, wiceprezeska Towarzystwa Naukowego Prakseologii oraz członkini zarządu Krakowskiego Oddziału Polskiego Towarzystwa Filozoficznego.
W 2004 została odznaczona Srebrnym Krzyżem Zasługi.

## Publikacje
- Wprowadzenie do etyki biznesu, Kraków : Wydawnictwo Akademii Ekonomicznej, 2001, 2004, ISBN 83-7252-079-8.
- O wolności i odpowiedzialności podmiotu gospodarującego, Kraków: Wydawnictwo Akademii Ekonomicznej, 2002, ISBN 83-7252-117-4.
- Etyczne aspekty działalności samorządu terytorialnego: poradnik dla samorządów, Kraków: Małopolska Szkoła Administracji Publicznej Akademii Ekonomicznej, 2004, ISBN 83-89410-05-2.
- Moralny wymiar kryzysu ekonomicznego (red.), Kraków: Fundacja Biblioteki Uniwersytetu Ekonomicznego, 2010, ISBN 978-83-932381-0-1.
- Społeczna odpowiedzialność biznesu jako nowa wersja umowy społecznej, Kraków: Księgarnia Akademicka, 2013, ISBN 978-83-7638-371-2.